# Felitciano Zschusschen
Felitciano Zschusschen (Breda, Países Bajos, 24 de enero de 1994) es un futbolista curazoleño. Juega de mediocampista ofensivo y delantero extremo. Su equipo es el SV Advendo.

## Clubes
| Club                               | País         | Año       |
| ---------------------------------- | ------------ | --------- |
| F. C. Twente                       | Países Bajos | 2013-2016 |
| F. C. Dordrecht (cedido)           | Países Bajos | 2014      |
| NAC Breda (cedido)                 | Países Bajos | 2015      |
| TOP Oss (cedido)                   | Países Bajos | 2015-2016 |
| 1. F. C. Saarbrücken               | Alemania     | 2017      |
| Inverness Caledonian Thistle F. C. | Escocia      | 2017-2018 |
| IJsselmeervogels                   | Países Bajos | 2018      |
| Chabab Rif Al Hoceima              | Marruecos    | 2018      |
| IJsselmeervogels                   | Países Bajos | 2018-2019 |
| VVSB                               | Países Bajos | 2019-2022 |
| SV Huizen                          | Países Bajos | 2022-2023 |
| HSV Wasmeer                        | Países Bajos | 2023-2024 |
| SV Advendo                         | Países Bajos | 2024-     |